# 物理学定律列表
物理学定律列表列出了各个物理方向的所有定律。

## 運動學
- 质心运动定律
- 歐拉運動定律

## 守恒律
- 能量守恒定律——科學定律
  - 机械能守恒定律
- 动量守恒定律——不受外力作用的孤立系统总动量保持不变
- 角动量守恒定律

## 力学
- 惯性原理
- 牛顿运动定律——牛顿在《自然哲学的数学原理》中提出的关于物体运动的三个基本规律
  - 牛顿第一运动定律
  - 牛顿第二运动定律——基本物理定律
  - 牛顿第三运动定律
- 万有引力定律——牛頓發表的經典力學定律
- 开普勒行星运动三定律——物理定律
  - 开普勒第一定律——物理定律
  - 开普勒第二定律——物理定律
  - 开普勒第三定律——物理定律
- 歐拉運動定律
- 胡克定律——力學定律
- 帕斯卡定律
- 阿基米德定律
- 伯努利定律——瑞士流體物理學家丹尼爾·伯努利於1738年出版他的理論

## 热力学
- 阿伏伽德罗定律——物理定律
- 理想气体状态方程
- 玻意耳定律——實驗氣體定律
- 查理定律
- 盖-吕萨克定律
- 道尔顿分压定律
- 杜隆-珀蒂定律
- 格锐目定律
- 亨利定律
- 热力学基本定律
  - 热力学第零定律
  - 热力学第一定律——物理理论
  - 热力学第二定律——物理学理论，指出热力学系统会自发的趋向高熵的状态
  - 热力学第三定律
- 彭巴效應——热水的结冰速度比冷水快

## 电磁学
- 库仑定律——陳述兩個點電荷之間的力的物理定律與電荷的乘積成正比，與它們之間的距離的平方成反比。
- 电荷守恒定律——一种关于电荷的守恒定律
- 楞次定律
- 法拉第电磁感应定律——電磁學基本定律
- 毕奥-萨伐尔定律
- 安培定律
- 高斯定律——物理学定律
- 洛伦兹力——電磁場中帶電粒子所受的力
- 麦克斯韦方程——偏微分方程組
- 欧姆定律——電學定律
- 焦耳定律——维基媒体消歧义页
- 基尔霍夫第一定律
- 基尔霍夫第二定律
- 邁斯納效應

## 光学
- 光的折射定律——描述光在兩介質間折射角度的定律
- 光的反射定律
- 斯涅尔定律——描述光在兩介質間折射角度的定律

## 量子力学
- 态叠加原理
- 薛定谔方程——描述非相對論物理系統的量子態如何隨時間變化的偏微分方程
- 狄拉克方程——相对论量子力学理论
- 莫塞萊定律

## 相对论
- 光速不变原理
- 相对性原理
- 洛伦兹变换——保持了電磁學定律之形式的時空座標變換
- 等效原理
- 爱因斯坦场方程